# Thuvaru
Thuvaru  est une petite île inhabitée des Maldives. 

## Géographie
Thuvaru est située dans le centre des Maldives, à l'Ouest de l'atoll Mulaku, dans la subdivision de Meemu.